# آنارشیسم مسیحی
آنارشیسم مسیحی (انگلیسی: Christian anarchism) جنبشی مسیحی در الهیات سیاسی است که ادعا دارد آنارشیسم در ذات مسیحیت و اناجیل جای دارد.